# Cincinnati Bengals 1983
La stagione 1983 dei Cincinnati Bengals è stata la 14ª della franchigia nella National Football League, la 16ª complessiva. Cincinnati perse sei delle prime sette partite, dopo di che ne vinse sei su nove, concludendo con un record di 7-9. Malgrado tale risultato la squadra ebbe una delle migliori difese della NFL e chiuse con bilancio di 4-2 nella division.
Al termine della stagione in dicembre, a Gregg fu concesso di non onorare l’ultimo anno di contratto rimanente per succedere a Bart Starr come capo-allenatore dei Green Bay Packers. Diversi giorni dopo l’ex allenatore dell'Università dell'Indiana ed ex quarterback Sam Wyche, fu assunto come suo sostituto.

## Roster
| Roster dei Cincinnati Bengals nel 1983 |
| --- |
| Quarterback - 14 Ken Anderson - 11 Jeff Christensen - 15 Turk Schonert Running Back - 40 Charles Alexander - 46 Pete Johnson FB - 28 Larry Kinnebrew - 32 Stanley Wilson Wide Receiver - 80 Cris Collinsworth - 85 Isaac Curtis - 86 Steve Kreider - 88 Mike Martin - 81 David Verser Tight End - 48 Andy Gibler - 89 Dan Ross Offensive Linemen - 66 Jim Hannula T - 62 Dave Lapham G - 65 Max Montoya G - 78 Anthony Muñoz T - 50 Dave Rimington C - 77 Mike Wilson T Defensive Linemen - 61 Jerry Boyarsky NT - 79 Ross Browner DE - 73 Eddie Edwards DE - 69 Tim Krumrie NT Linebacker - 52 Tom Dinkel OLB - 55 Jim LeClair ILB - 59 Jeff Schuh - 56 Ron Simpkins - 57 Reggie Williams OLB Defensive Back - 34 Louis Breeden - 21 Oliver Davis - 20 Ray Horton - 26 Bobby Kemp - 37 Robert Jackson - 13 Ken Riley - 25 John Simmons Special Team - 3 Jim Breech K - 87 Pat McInally P Lista delle riserve - 70 Emanuel Weaver DT (IR)                                                |
| Legenda - I rookie sono in corsivo. - Il primo ruolo è il principale mentre gli eventuali successivi indicano i ruoli secondari. - (IR) sta per Injured Reserve ed indica la lista ristretta per un solo giocatore infortunato che può tornare ad allenarsi dopo la settimana 6 e a rientrare in prima squadra dopo che questa ha giocato 8 partite. - (NF-Inj.) / (NF-Ill.) stanno rispettivamente per Non-Football Injured e Non-Football Illness ed indicano le liste dove viene inserito un giocatore che ha un infortunio o una malattia non dipendente dal football americano. - (PUP) sta per Physically Unable to Perform ed indica la lista dove viene inserito un giocatore mentre è in attesa di recuperare la condizione fisica. Nella stagione regolare dopo la sesta partita giocata dalla propria squadra, il giocatore ha tempo tre settimane per riprendere ad allenarsi, più tre settimane aggiuntive dal suo rientro agli allenamenti per rientrare in prima squadra. |

## Calendario
| Stagione regolare |              |                         |           |        |                              |          |
| Turno             | Data         | Avversario              | Risultato | Record | Stadio                       | Pubblico |
| 1                 | 4 settembre  | Los Angeles Raiders     | S 10–20   | 0–1    | Riverfront Stadium           | 50,956   |
| 2                 | 11 settembre | Buffalo Bills           | S 6–10    | 0–2    | Riverfront Stadium           | 46,839   |
| 3                 | 15 settembre | at Cleveland Browns     | S 7–17    | 0–3    | Cleveland Municipal Stadium  | 79,700   |
| 4                 | 25 settembre | at Tampa Bay Buccaneers | V 23–17   | 1–3    | Tampa Stadium                | 56,023   |
| 5                 | 2 ottobre    | Baltimore Colts         | S 31–34   | 1–4    | Riverfront Stadium           | 48,104   |
| 6                 | 10 ottobre   | Pittsburgh Steelers     | S 14–24   | 1–5    | Riverfront Stadium           | 56,086   |
| 7                 | 16 ottobre   | at Denver Broncos       | S 17–24   | 1–6    | Mile High Stadium            | 74,305   |
| 8                 | 23 ottobre   | Cleveland Browns        | V 28–21   | 2–6    | Riverfront Stadium           | 50,047   |
| 9                 | 30 ottobre   | Green Bay Packers       | V 34–14   | 3–6    | Riverfront Stadium           | 53,349   |
| 10                | 6 novembre   | at Houston Oilers       | V 55–14   | 4–6    | Houston Astrodome            | 39,706   |
| 11                | 13 novembre  | at Kansas City Chiefs   | S 15–20   | 4–7    | Arrowhead Stadium            | 44,711   |
| 12                | 20 novembre  | Houston Oilers          | V 38–10   | 5–7    | Riverfront Stadium           | 46,375   |
| 13                | 28 novembre  | at Miami Dolphins       | S 14–38   | 5–8    | Miami Orange Bowl            | 74,506   |
| 14                | 4 dicembre   | at Pittsburgh Steelers  | V 23–10   | 6–8    | Three Rivers Stadium         | 55,832   |
| 15                | 11 dicembre  | Detroit Lions           | V 17–9    | 7–8    | Riverfront Stadium           | 45,728   |
| 16                | 17 dicembre  | at Minnesota Vikings    | S 14–20   | 7–9    | Hubert H. Humphrey Metrodome | 51,565   |

Note
- Gli avversari della propria division sono in grassetto.

## Classifiche
| AFC Central Division   |    |    |   |      |     |      |     |     |     |
|                        | V  | S  | P | %    | DIV | CONF | PF  | PS  | STR |
| Pittsburgh Steelers(3) | 10 | 6  | 0 | .625 | 4–2 | 8–4  | 355 | 303 | S1  |
| Cleveland Browns       | 9  | 7  | 0 | .563 | 3–3 | 7–5  | 356 | 342 | V1  |
| Cincinnati Bengals     | 7  | 9  | 0 | .438 | 4–2 | 4–8  | 346 | 302 | S1  |
| Houston Oilers         | 2  | 14 | 0 | .125 | 1–5 | 1–11 | 288 | 460 | S1  |